# Buvol africký
Buvol africký (Syncerus caffer), nepřesně[zdroj?] označovaný také jako buvol kaferský, je mohutný býložravec z afrických savan. Jeho domovinou jsou rozsáhlé oblasti na jih od Sahary.

## Popis

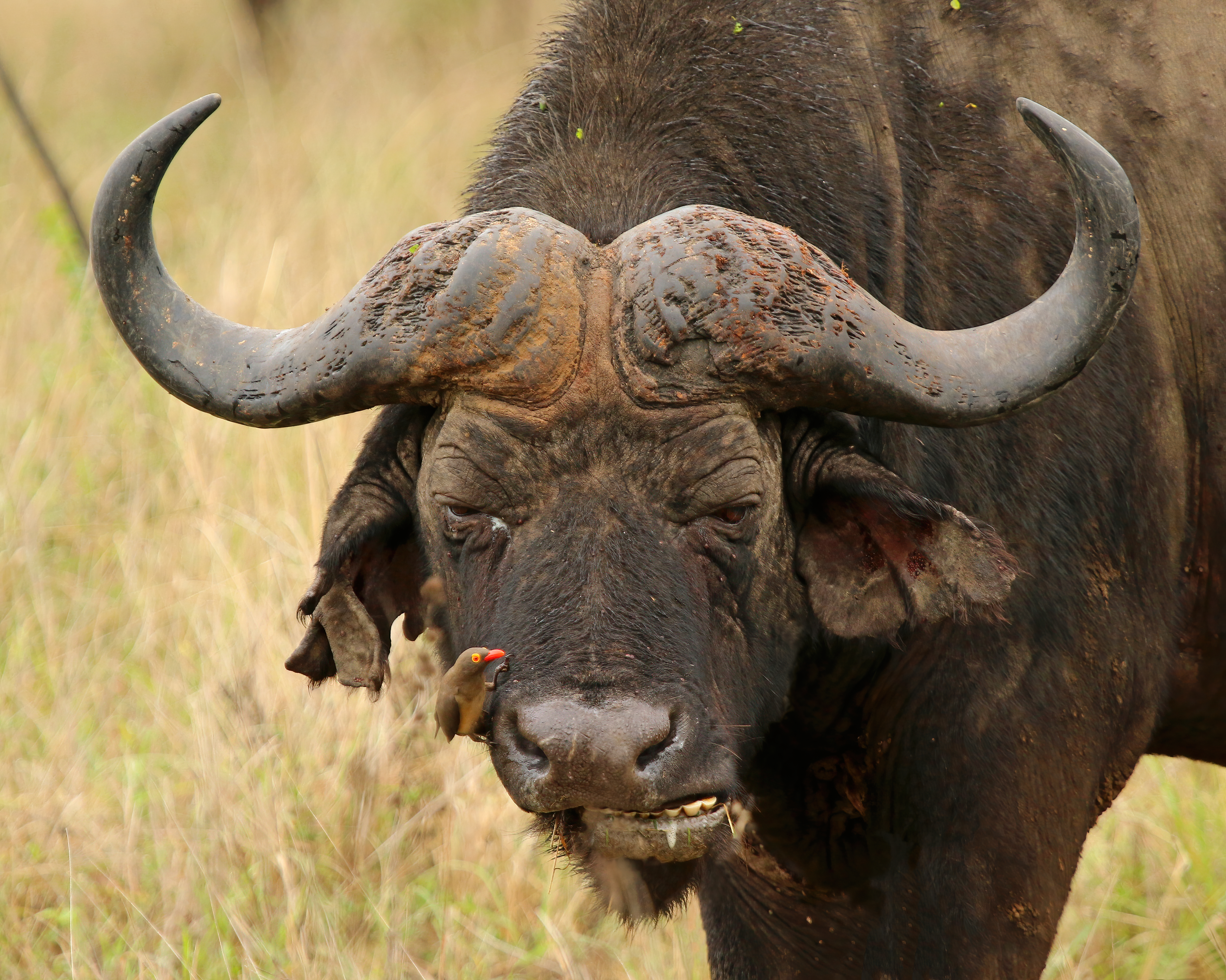
Buvol v jižní Africe

Stavbou těla je podobný domácímu skotu. Má poměrně nízké končetiny, velmi mohutný trup a dlouhý ocas, ukončený střapcem chlupů. Obě pohlaví mají zahnuté rohy, které se na čele stýkají.
Rozlišujeme tři poddruhy: větší, savanovou formu, buvola kaferského (S. caffer caffer), menšího pralesního buvola, S. caffer nanus a středně velkého buvola krátkorohého S. caffer brachyceros . Všechny poddruhy se mezi sebou mohou křížit.
Buvol kaferský je nápadný svojí velikostí: v kohoutku dosahuje výšky 1,4–1,7 m, délka těla může překračovat čtyři metry. Vzrostlý býk může vážit až 900 kg, krávy jsou asi poloviční. Srst je tmavě hnědá až černá. Rohy mohou být dlouhé více než 1 m, jsou zahnuté do stran a na čele se stýkají do podoby typického štítu. Populace je přibližně 670 000 kusů.
Buvol pralesní je výrazně menší, v kohoutku měří 100 až 130 cm, délka těla se pohybuje okolo tří metrů a váha se pohybuje okolo 200 kg. Samice jsou opět menší než býci. Srst je červenohnědá, u telat až žlutavá. Rohy má krátké a poměrně slabé, zahnuté dozadu. Na čele se rohy nestýkají. Stavba jeho těla je přizpůsobena pohybu v hustém porostu. Populace je přibližně 60 000 jedinců.
Buvol krátkorohý je vzácný a málo známý. Je poněkud menší než buvol kaferský, kterému se podobá zbarvením, ale tvarem rohů připomíná spíš buvola pralesního. Vyskytuje se v oblasti Súdánu, Čadu a Nigeru na severní hranici rozšíření buvola afrického. Populace je přibližně 133 000 jedinců.

## Rozšíření
Vyskytuje se v Celé střední a západní Africe, na savanách a v deštných pralesích. Buvol kaferský preferuje otevřené savany s travním porostem, buvol pralesní žije v primárním deštném pralese nebo v bambusových porostech. Buvol krátkorohý obývá savany a bažinaté oblasti západní a středozápadní Afriky, od okolí Čadského jezera až po Senegal.

## Způsob života
Žije vždy ve stádě. Přestože se někdy sdružuje v až tisícových stádech, žije spíše v menších rodinných skupinách tvořených 20–30 jedinci. Mezi kravami panuje hierarchické uspořádání, na vrcholu ale stojí dospělí samci. Staří býci žijí odděleně.
Pasou se v noci, přes den odpočívají ve stínu. Savanoví buvoli dávají přednost územím, kde mají přístup k vodě a mohou se chladit válením se ve vodě nebo v bahně.

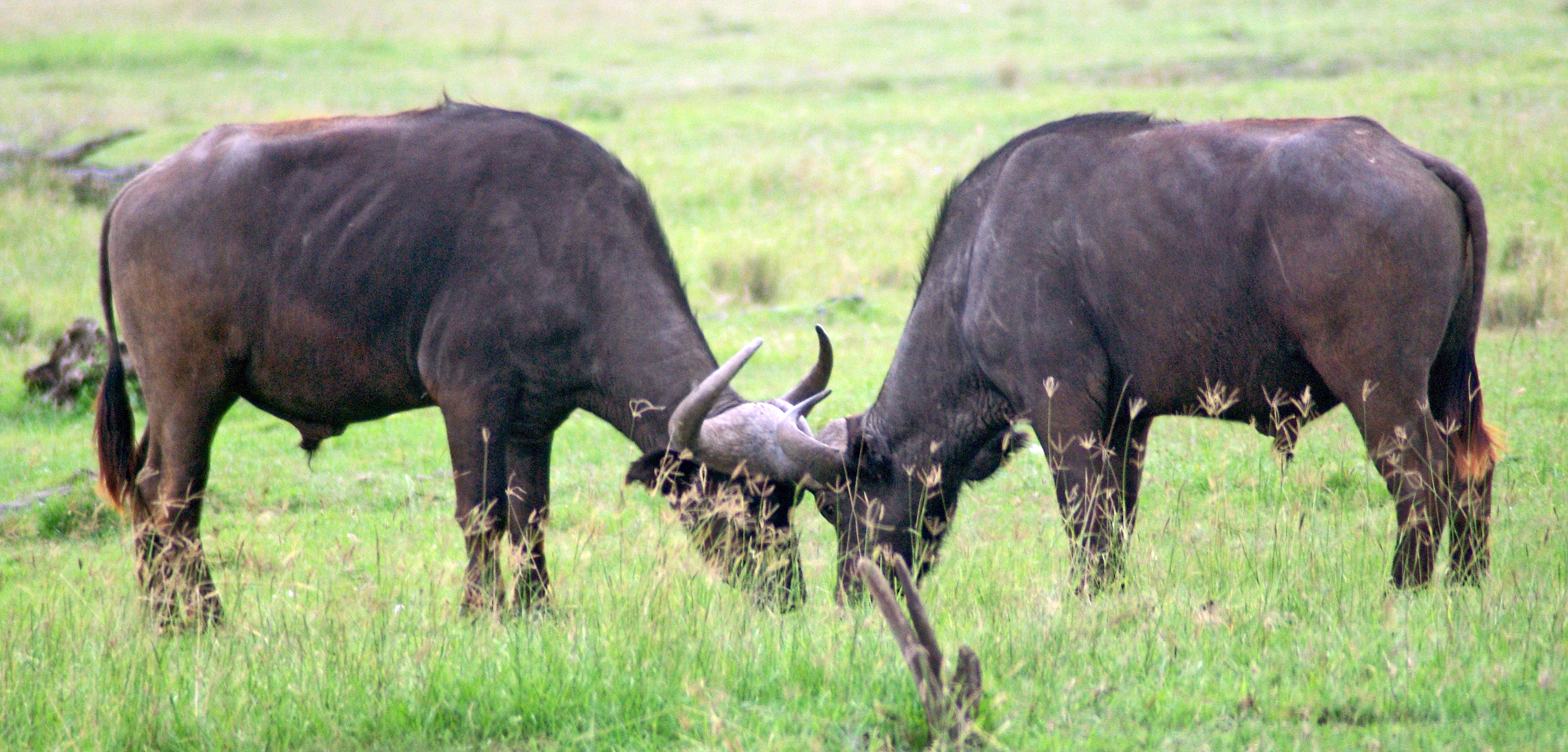
Buvoli afričtí

 Rozloha domovského okrsku jednoho stáda záleží na jeho velikosti, pohybuje se od 60 do 1000 čtverečních kilometrů.

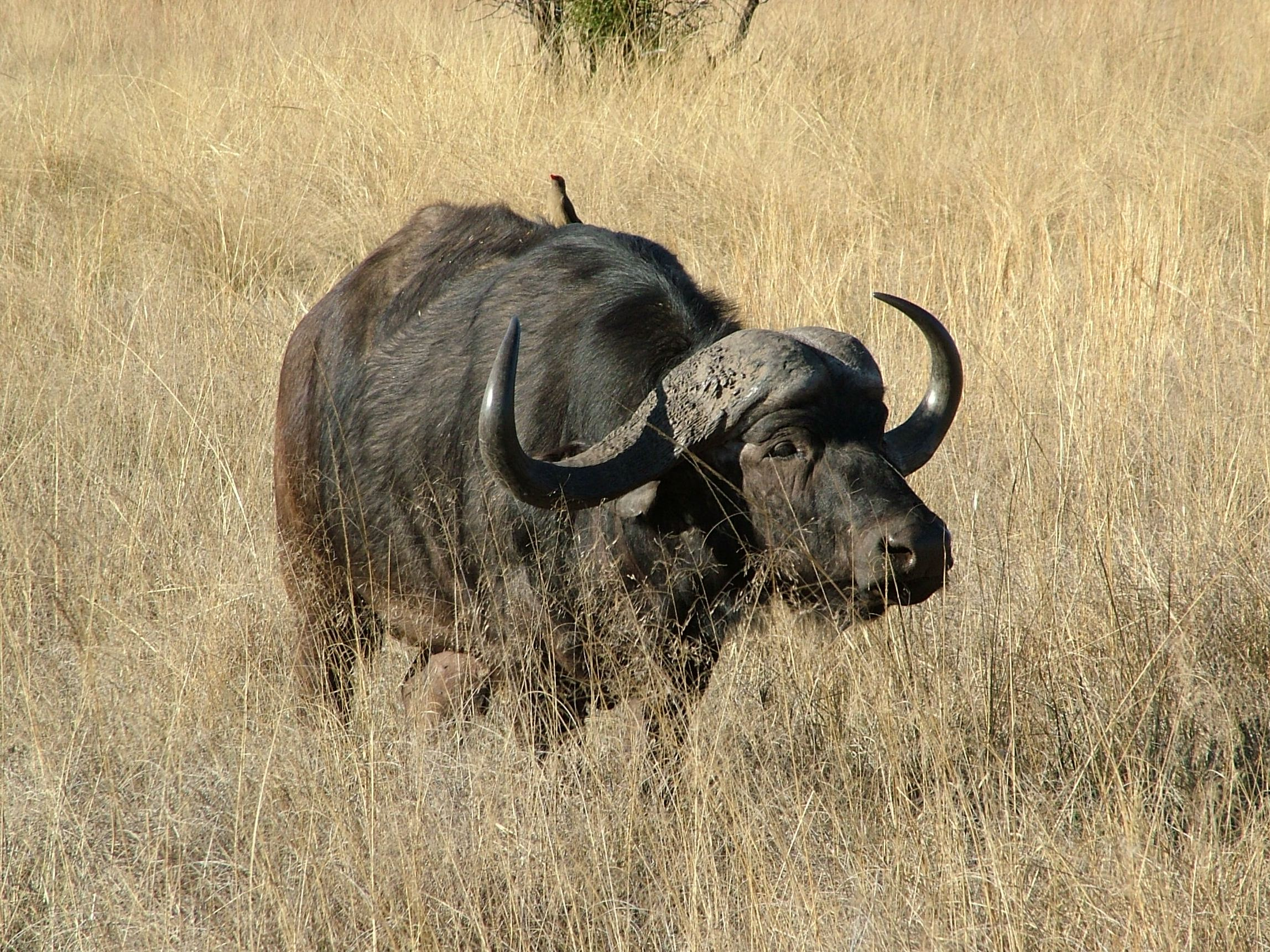
buvol africký

Rozmnožování je vázáno na cykly období sucha a dešťů. Kráva je březí 340 dní, tele přichází na svět po období dešťů, kdy je hojnost potravy. Po pěti až 15 měsících je odstaveno, s matkou zůstává až dva roky. Buvoli afričtí jsou dlouhověká zvířata, dožívají se až 30 let.
Jsou to silná a rychlá zvířata, dokážou běžet rychlostí až 55 km/h a útočícímu predátorovi se urputně brání. Jediným přirozeným nepřítelem dospělého buvola je lev, telata někdy padnou za oběť hyenám nebo krokodýlům.
V mnoha oblastech představují pro buvoly velké nebezpečí infekční choroby, přenášené domácím skotem domorodců, např. Masajů. Buvol je velmi vnímavý např. k moru skotu, slintavce a kulhavce, naproti tomu je odolný proti naganě. Místy buvolům komplikuje život tzv. říční slepota, parazitóza způsobená vlasovcem, žijícím v podkoží či v oku. Tato choroba je přenášena muchničkami a vyskytuje se i u lidí či domácích zvířat ve vlhkých oblastech Afriky.

## Taxonomie
Jde o jediného zástupce rodu Syncerus. Asijský domestikovaný buvol domácí a ostatní asijští buvoli proto nejsou jeho blízkými příbuznými. Prehistorickými předchůdci buvola afrického byli zástupci rodu Pelorovis, obrovská zvířata s podivně zahnutými rohy. Žili ve východní a severní Africe v období pliocénu a pleistocénu, před asi 2,5 milionu lety až 5000 lety.

## Lov a nebezpečnost
Patří do takzvané velké pětky, což je lidový název pro pětici nebezpečných zvířat Afriky. Společně s hrochem má na svědomí zřejmě nejvíce smrtelných nehod lovců a účastníků safari. Pokud je buvol postřelený, je skutečně nebezpečným soupeřem. Postřelený nebo i vyrušený odchází do křoví nebo do rákosí, kde čeká na svého pronásledovatele. Někdy ho dokonce obchází a napadne zezadu. Nepřítele – člověka nebo například i lvici – se snaží nabodnout na rohy. Pokud se mu to podaří, dokáže svou oběť vyhodit do vzduchu a na zemi ji pak rozdupat kopyty. Pro člověka bývá útok buvola zpravidla smrtelný. Pokud ale není znepokojován, člověka sám od sebe nenapadne. Na rozdíl od slona a nosorožce neútočí na automobily.

## Buvol africký včeských zoo
Buvol africký není v zoo příliš oblíbeným chovancem pro svou agresivitu. V současnosti[kdy?] je proto chován pouze v Zoo Dvůr Králové nad Labem, která chová dva poddruhy, buvola kaferského (Syncerus caffer caffer) a buvola pralesního (Syncerus caffer nanus).